# Strumigenys havilandi
Strumigenys havilandi är en myrart som beskrevs av Auguste-Henri Forel 1905. Strumigenys havilandi ingår i släktet Strumigenys och familjen myror. Inga underarter finns listade i Catalogue of Life.